# J. A. 프레스턴

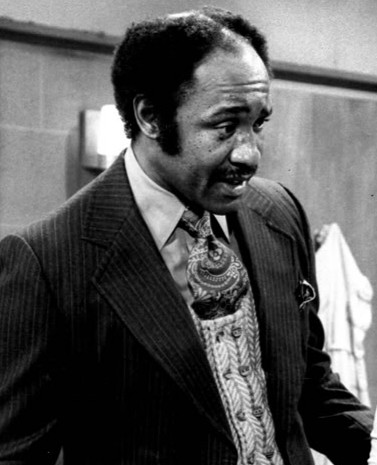
1976년 모습

J. A. 프레스턴(J. A. Preston, 1932년 11월 13일 ~ )은 미국의 배우, 철학자이다.
워싱턴 D.C.에서 태어났다.

## 출연 작품

### 영화
- 실버 스트릭 (1976)
- Real Life (1979)
- 보디 히트 (1981)
- 레모 (1985)
- 캠퍼스 히어로 (1986, The George McKenna Story)
- 아파치 (1990) - 울컷 장군 역
- 익스프레스 (1990)
- 어 퓨 굿 맨 (1992)
- 캡틴 론 (1992)
- 맥쉐인의 승리자 (1994, MacShayne: Winner Takes All)
- 불의 수확 (1996, Harvest of Fire)

### 텔레비전
- 뿌리: 그 다음 세대 (1979)
- 댈러스 (1986-87)
- 시카고 메디컬 (1996)